# سابیر استپانیان
سابیر نیکلایی استپانیان (ارمنی: Սաբիր Նիկոլայի Ստեփանյան؛  زادهٔ ۱۹۳۳ - درگذشته ۱۲ آوریل ۲۰۱۶) زمین‌شناس و فعال اهل ارمنستان بود.

## زندگی‌نامه
وی در ۱۹۳۳ در قزاق به دنیا آمد و از دانشگاه ایالتی ورونژ (۱۹۶۲) فارغ‌التحصیل گشت. همچنین برندهٔ جوایزی همچون زمین‌شناس شایسته ارمنستان شوروی (۱۹۶۹)، نشان پرچم سرخ کار (۱۹۷۱ و ۱۹۷۷)، نشان دوستی خلق (۱۹۸۹)، مدال یادبود نخست‌وزیر ارمنستان (۲۰۱۳) شده‌است. وی در ۱۲ آوریل ۲۰۱۶ در سن ۸۳ سالگی درگذشت.